# Skoler til et frit folk
|  | Denne artikel er oprettet af botten PalnaBot ud fra en ekstern database. Den kan derfor have sproglige fejl eller mangler. Denne skabelon kan fjernes efter kontrol af indholdet. |

Skoler til et frit folk er en film instrueret af Arne Skadhede.

## Handling
Reportagen følger en dansk byggebrigade og som udgangspunkt tilblivelsen af 17 nye folkeskoler til et helt landdistrikt i Nicaragua.